# Comodoro Nutt
George Washington Morrison Nutt (Manchester, 1 de abril de 1848 – Nova Iorque, 25 de maio de 1881), mais conhecido pelo seu nome artístico Comodoro Nutt (em inglês:  Commodore Nutt), foi um anão americano e um artista associado a P. T. Barnum. Em 1861, Nutt estava em turnê pela Nova Inglaterra com um circo quando Barnum o contratou para se apresentar no Museu Americano em Nova Iorque. Barnum deu a Nutt o nome artístico "Comodoro Nutt", um guarda-roupa que incluía uniformes navais e uma carruagem em miniatura no formato de uma noz inglesa. Nutt se tornou uma das principais atrações do museu.
Nutt estava apaixonado por Lavinia Warren, outra anã do Museu Americano. Lavinia era vários anos mais velha que Nutt. Ela pensava nele apenas como um "bom garotinho". Ela se casou com o General Tom Thumb em um casamento espetacular planejado por Barnum em 1863. Nutt foi ao casamento como padrinho de Thumb, mas se ressentiu de seu lugar no show. Ele ficou longe das mulheres por um longo tempo após o casamento. Em 1879, ele se casou com Lilian Elston de Redwood City, Califórnia.
Nutt viajou pelo mundo entre 1869 e 1872 com os Thumbs e Minnie Warren, irmã de Lavinia. Eles retornaram à América ricos além dos seus sonhos após aparecerem diante da realeza ao redor do mundo. Nutt deixou Barnum após um desentendimento com o showman. Ele viajou com uma companhia de ópera cômica, montou um show de variedades na Costa Oeste dos Estados Unidos e operou saloons no Óregon e na Califórnia. Ele retornou à Nova Iorque e morreu lá de doença de Bright em maio de 1881.

## Nascimento e família
George Washington Morrison Nutt nasceu em Manchester, Nova Hampshire, filho do Major Rodnia Nutt (1810–1875) e sua esposa Maria (Dodge) Nutt (1807–1859) de Goffstown. Rodnia era um rico fazendeiro, um marechal e um vereador da cidade de Manchester.
Os Nutts tiveram cinco filhos. O primeiro, cujo nome e sexo não são conhecidos, nasceu em 8 de dezembro de 1837. James Dodge nasceu em 28 de janeiro de 1838, e Rodnia Jr. em 11 de outubro de 1840. Uma filha, Mary Ann, nasceu em 22 de setembro de 1844. De acordo com os registros da família Nutt, George Washington Morrison nasceu em 1.º de abril de 1848.
Nutt e sua esposa eram "gente grande e saudável". O Sr. Nutt pesava mais de 250 libra (massa)s (110 kg). Seus filhos Rodnia Jr. e George Washington Morrison eram anões. Em 1861, Rodnia Jr. tinha cerca de 49 polegadas (120 cm) de altura e George tinha cerca de 29 polegadas (74 cm). George pesava cerca de 25 libra (massa)s (11 kg).

## Ancestrais
Os ancestrais de George incluem William Nutt (1698–1751), um tecelão de ascendência inglesa. William deixou Derry, Irlanda, para a América do Norte no início do século XVIII. Ele começou uma família na Nova Inglaterra colonial. Uma parte de Manchester era chamada de Nutfield nos primeiros dias da colonização. Um lago e uma estrada perto do lago foram nomeados em homenagem aos primeiros colonos de Nutt.

## P. T. Barnum e o Museu Americano

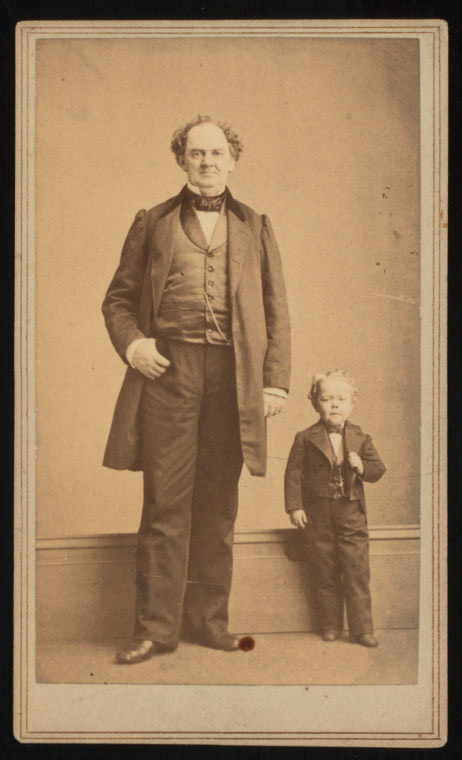
Barnum e Nutt, c. 1862

A carreira de Nutt como artista pode ter começado em 1854. Ele pode ter sido um artista de um pequeno circo em Manchester. O gerente do circo, William C. Walker, escreveu uma vez que descobriu Nutt. Ele também escreveu que foi o primeiro a mostrá-lo.
Nutt estava sendo exibido e viajando pelo interior da Nova Inglaterra com um empresário chamado Lillie quando P. T. Barnum soube dele. Lillie estava cobrando apenas um níquel para ver o garoto cuja educação havia sido negligenciada. Barnum ficou enojado. Lillie não sabia nada sobre exibir o garoto "no estilo adequado", como Barnum disse.
Barnum conheceu Nutt em 1861, quando o garoto foi ao Museu Americano em Nova Iorque. Em sua autobiografia, Barnum escreveu que Nutt era "um anão extraordinário, um sujeito esperto e inteligente, com muita graça e sagacidade. Ele tinha uma cabeça esplêndida, era perfeitamente formado e muito atraente e, em suma, para um 'showman' era um tesouro perfeito".
Barnum sabia que Nutt poderia ser uma grande atração de museu. Ele contratou um advogado para atrair Nutt para longe de seu empresário. Seguindo as ordens de Barnum, o advogado ofereceu aos pais de Nutt uma grande quantia de dinheiro para assinar um contrato de cinco anos com seu filho. Ele prometeu a eles que o menino aprenderia a ser "um homenzinho gentil, atraente e realizado".
Um contrato foi assinado em 12 de dezembro de 1861. Barnum contratou George, de 13 anos e 29
-polegada (74 cm), e seu irmão Rodnia Jr., de 21 anos e 49
-polegada (120 cm). O contrato exigia que Barnum desse aos dois jovens comida, roupas, um lugar para morar e os custos de viagem e assistência médica. Barnum prometeu cuidar da educação moral e acadêmica dos irmãos.
Os salários começariam em doze dólares por semana com aumentos a cada ano. Os dois irmãos receberiam trinta dólares por semana cada no quinto e último ano de seu contrato. Eles também receberiam 10% das vendas de seus livros de souvenirs e fotografias, com pelo menos 240 dólares no primeiro ano e 440 dólares no último ano. No final do quinto ano, eles receberiam uma carruagem e um par de pôneis de Barnum.

## Campanha publicitária

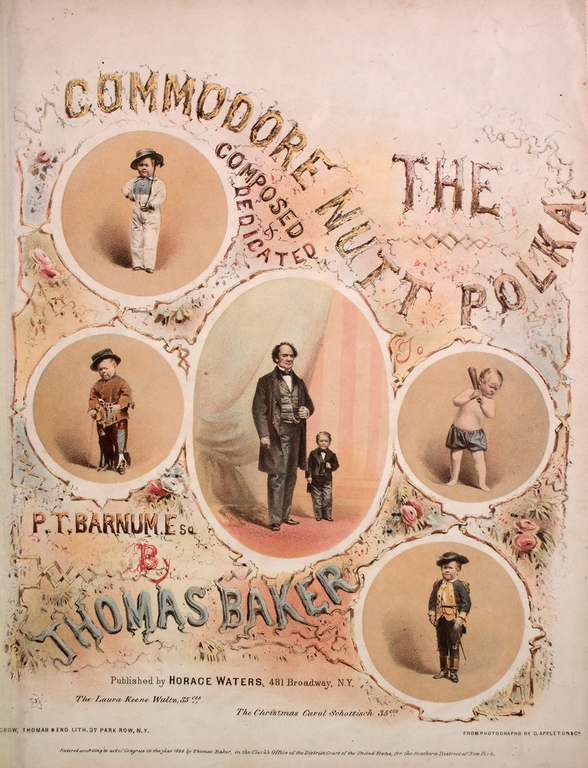
Capa da partitura de "The Commodore Nutt Polka" de Thomas Baker, c. 1862

Uma vez que o contrato foi assinado, Barnum começou uma campanha publicitária para preparar o público para a estreia de Nutt. Ele deixou os repórteres pensarem que ele estava tentando contratar o anão. Quando outros showmen ouviram esse boato, eles correram para oferecer aos pais de Nutt grandes somas de dinheiro para serem os primeiros a contratar seu filho.
Barnum ficou satisfeito. A publicidade criou muita excitação. Em uma carta que vazou para os repórteres, ele escreveu que foi forçado a superar a concorrência. O showman alegou ter pago trinta mil dólares para contratar o anão. O garoto então ficou conhecido como "The $30,000 Nutt" (A Noz de $30.000).
Barnum deu ao anão o nome artístico de Comodoro Nutt. Além disso, ele forneceu a Nutt um guarda-roupa que incluía uniformes navais em miniatura. Para os passeios do Comodoro pela cidade, o showman mandou construir uma pequena carruagem para ele. Esta carruagem parecia uma nogueira-comum. O topo do veículo era articulado. Quando o topo era levantado, o pequeno Comodoro podia ser visto sentado lá dentro.
A carruagem de Nutt era puxada por pôneis Shetland. Era conduzida por Nova York por Rodnia Jr. vestido com o uniforme de um cocheiro. Barnum achava que essas pequenas viagens pela cidade eram a melhor forma de propaganda. A carruagem de Nutt está agora no Museu Barnum em Bridgeport, Connecticut.

## Estreia

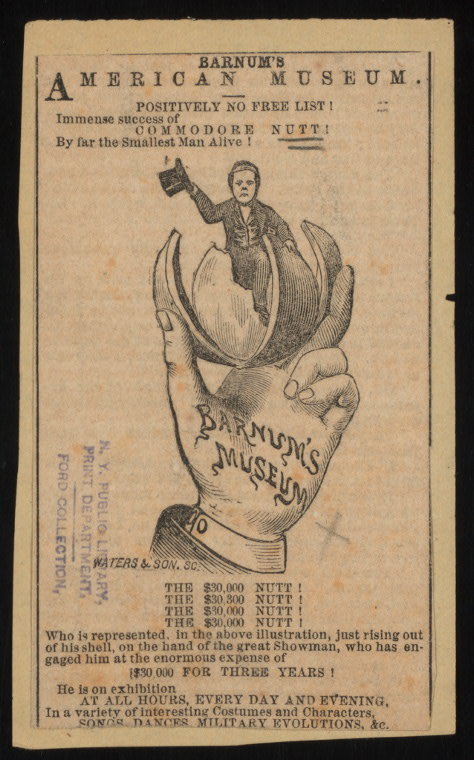
Material publicitário para Nutt, c. 1862

A estreia do Comodoro Nutt no Museu Americano de Barnum em fevereiro de 1862 foi um grande sucesso. Alguns frequentadores do museu acreditavam que estavam sendo "enganados" por Barnum. Eles achavam que Nutt era, na verdade, o General Tom Thumb disfarçado.
Nutt parecia o Tom Thumb do passado, que envelheceu e engordou ao longo dos anos — um fato que os visitantes do museu esqueceram ou ignoraram. Sabendo disso, Nutt tinha prazer na confusão do público e encorajava o erro.
Quando Nutt estreou, Thumb estava em turnê pelo sul e oeste dos Estados Unidos. Barnum queria silenciar aqueles com dúvidas no museu, então pediu a Thumb para encurtar sua turnê, retornar a Nova Iorque e se apresentar no mesmo palco com Nutt.
Os homenzinhos foram anunciados como "Os Dois Drômios" e "Os Dois Menores Homens e as Maiores Curiosidades Vivas". A exposição foi inaugurada em 11 de agosto de 1862. Apesar do que seus olhos testemunharam, alguns visitantes do museu ainda disseram que Nutt era Tom Thumb disfarçado. Barnum escreveu: "É muito divertido ver como as pessoas às vezes se enganam sendo muito incrédulas."
Cerca de dois meses após sua estreia, Nutt se encontrou com oficiais do Departamento de Polícia de Nova Iorque. Ele se candidatou e recebeu um emprego de policial. Ele encomendou um uniforme. Então ele enviou um telegrama aos oficiais do Nono Distrito dizendo que ele tinha acabado de conseguir um emprego no Esquadrão da Broadway — com "poderes extraordinários para prender" pessoas do lado de fora do museu e "levá-las para cima".

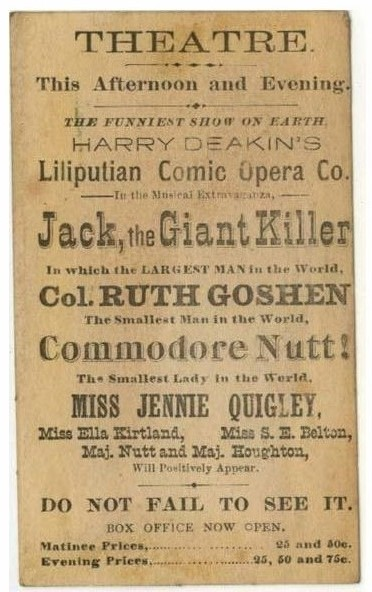
Um cartaz para Jack, o Matador de Gigantes
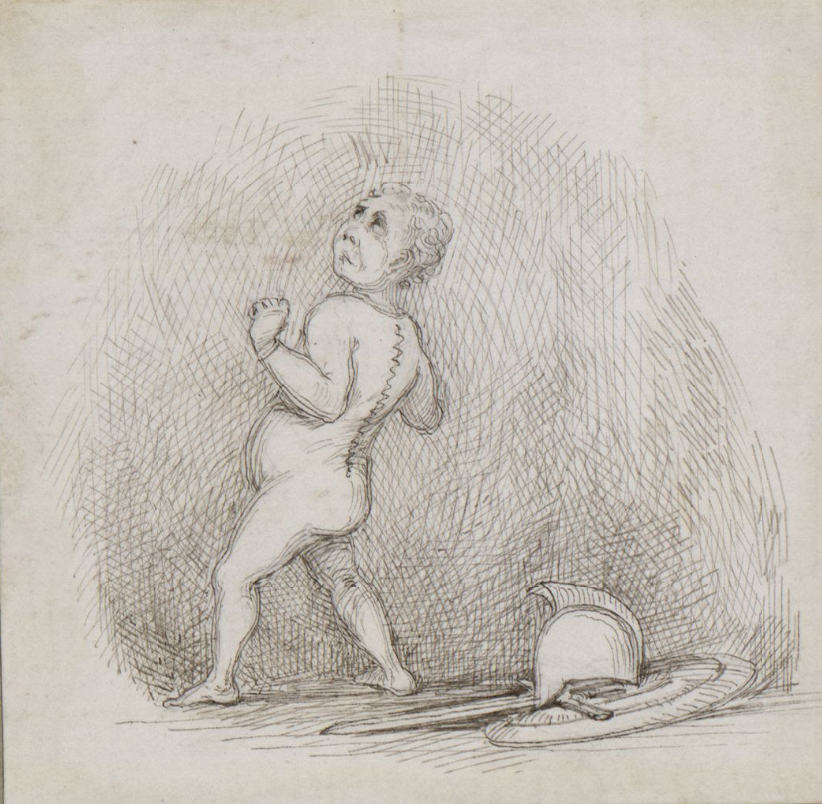
Comodoro Nutt como Ajax desafiando o trovão, 1864

## Presidente Lincoln
O presidente Abraham Lincoln pediu a Barnum e Nutt que fossem à Casa Branca em novembro de 1862. Quando os dois chegaram, Lincoln saiu de uma reunião de gabinete para recebê-los. Nutt perguntou a Salmon P. Chase, o Secretário do Tesouro, se ele era o homem que estava gastando tanto do dinheiro do Tio Sam. Edwin M. Stanton, Secretário da Guerra, interrompeu para dizer que ele era o homem. "Bem", disse Nutt, "é por uma boa causa, de qualquer forma, e acho que vai dar tudo certo".
Quando Barnum e Nutt estavam saindo, o presidente Lincoln apertou a mão de Nutt. Ele disse ao comodoro que ele deveria "vadear até a praia" se sua "frota" estivesse em perigo. Nutt olhou de cima a baixo as longas pernas de Lincoln. "Eu acho, Sr. Presidente", ele disse, "que você poderia fazer isso melhor do que eu".

## Vida pessoal

### Lavinia Warren

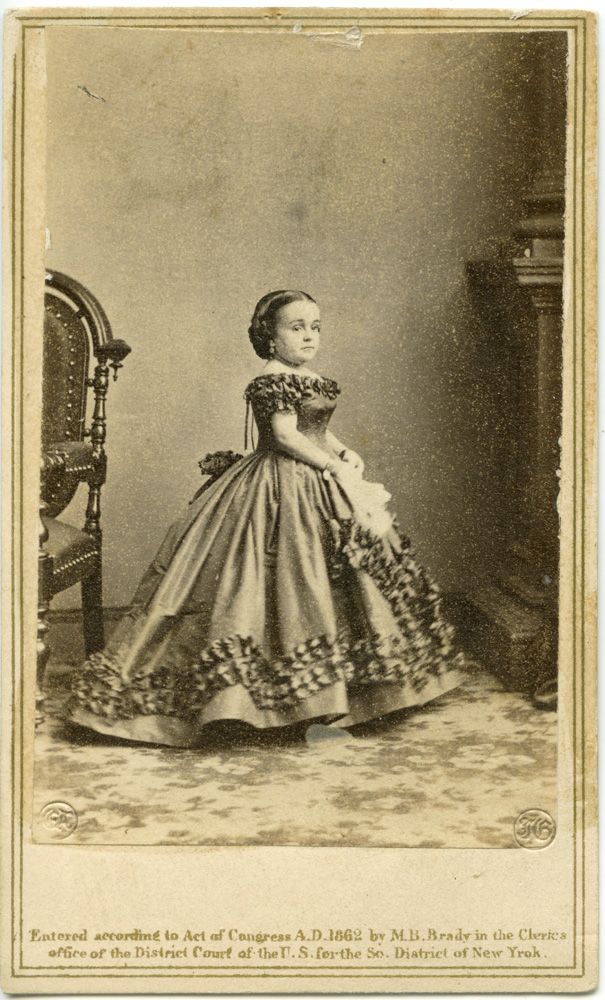
Lavinia Warren, 1862

Mercy Lavinia Warren Bump era uma anã que dava aulas em sua cidade natal, Middleborough, Massachusetts. Ela estava viajando em um museu-showboat no Centro-Oeste, no entanto, quando Barnum soube dela. Ele a contratou em 1862. Seu nome foi encurtado para Lavinia Warren. Ela apareceu pela primeira vez no museu em 1863. Warren tinha 21 anos, 32 polegadas (81 cm) de altura e pesava 29 libra (massa)s (13 kg). Barnum a chamou de "A Rainha da Beleza". Nutt desenvolveu uma "paixão adolescente" por ela, mas ficaria desapontado.
Barnum deu a Lavinia um anel de diamante e esmeralda, que não serviu direito em seu dedo, então ele disse a ela para dar o anel a Nutt como um símbolo de sua amizade. Nutt considerou o anel como um símbolo de seu amor. Ele se apaixonou mais por ela do que nunca. Lavinia estava desconfortável com suas atenções. Ela se considerava "uma mulher e tanto", mas considerava Nutt apenas um "menino legal".
Thumb não estava em Nova Iorque quando Lavinia foi contratada, mas ele a conheceu quando visitou o museu no outono de 1862 e disse a Barnum no mesmo dia que havia se apaixonado por ela. Thumb queria Barnum do seu lado neste caso de amor (em vez do lado de Nutt), então ele silenciosamente prometeu a Barnum que se casaria com Lavinia em uma cerimônia pública. Barnum soube imediatamente que tal espetáculo lhe renderia uma fortuna. Ele disse a Lavinia para levar a sério o interesse romântico de Thumb. Ele a lembrou que o homenzinho era rico.

### O rival do polegar
A irmã mais nova de Lavinia, Minnie, era muito menor do que ela. Barnum pensou que ela seria uma boa parceira para Nutt. Ele pediu a Nutt que pensasse em se casar com Minnie. Nutt disse a Barnum que tinha pouca fé nas mulheres. Ele disse que não se casaria com "a melhor mulher viva".
Barnum queria que Minnie e Nutt fossem ao casamento como madrinha e padrinho de Lavinia e Thumb. Nutt recusou. Mais tarde, o próprio Thumb pediu a Nutt para ser seu padrinho. Nutt aceitou. Ele disse a Barnum: "Não era da sua conta me convidar. Quando a pessoa certa me convidou, eu consenti. Nutt teve dificuldade em perdoar Thumb e Barnum por (como ele mesmo chamou) essa ofensa "covarde".

### Preparações
Lavinia's younger sister Minnie was much smaller than she was. Barnum thought she would make a good match for Nutt. He asked Nutt to think about marrying Minnie. Nutt told Barnum he had little faith in women. He said that he would not marry "the best woman living".
Barnum wanted Minnie and Nutt to go to the wedding as Lavinia and Thumb's bridesmaid and best man. Nutt refused. Later, Thumb himself asked Nutt to be his best man. Nutt accepted. He told Barnum, "It was not your business to ask me. When the proper person invited me, I consented."

### "Casamento de Fadas" de Barnum

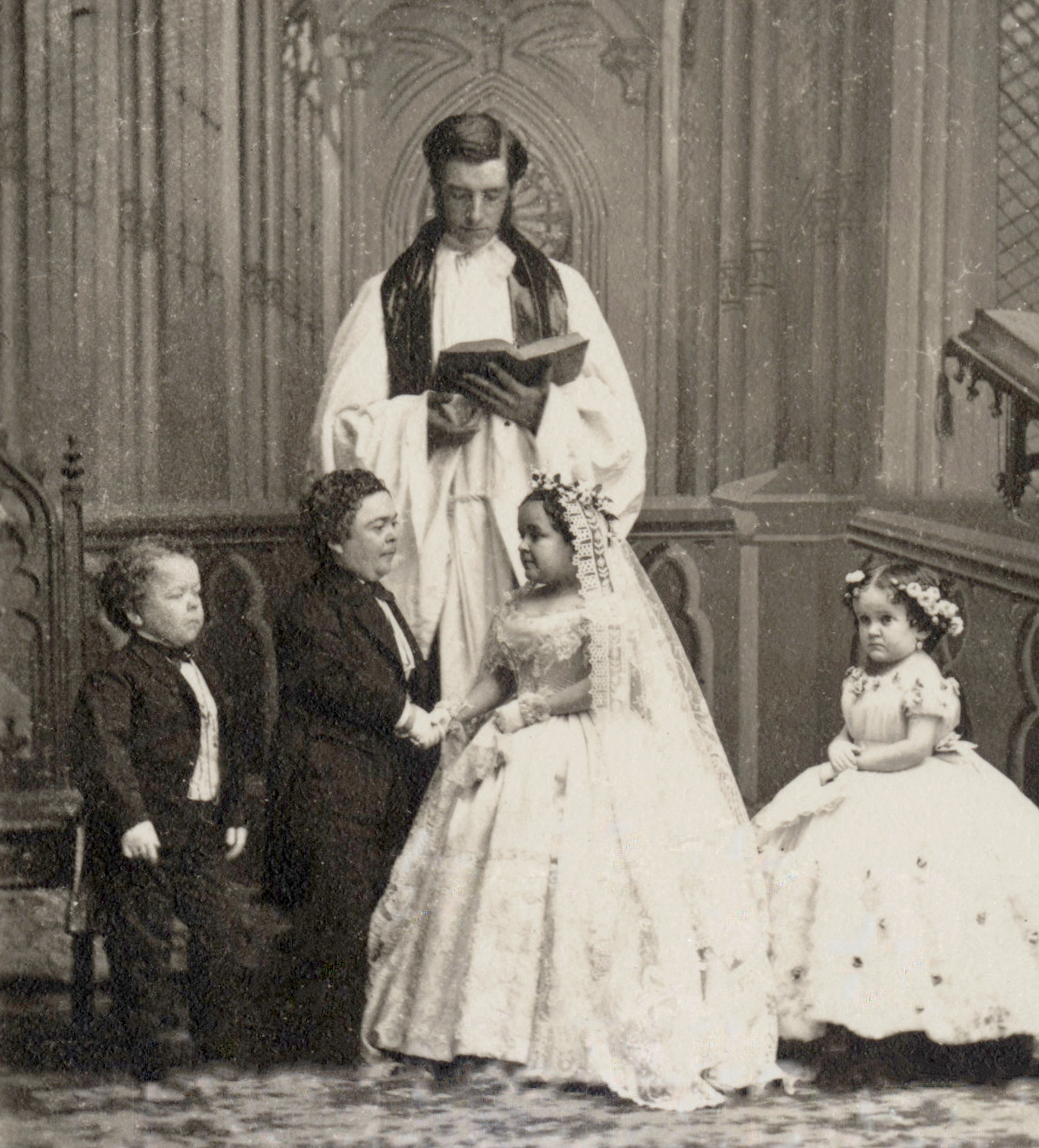
The "Fairy Wedding" by Mathew Brady

Thumb e Lavinia se casaram na Grace Episcopal Church, em Nova Iorque, na terça-feira, 10 de fevereiro de 1863. Nutt e Minnie foram padrinhos e madrinhas no "Casamento das Fadas". A polícia parou o trânsito enquanto as pessoas se reuniam nas ruas para ver a chegada da festa de casamento. O casamento estava marcado para começar ao meio-dia, mas a noiva não chegou até as 12h30. Barnum liderou a festa de casamento pelo corredor central.
Duas mil pessoas foram convidadas para o casamento. A Sra. John Jacob Astor, a Sra. William H. Vanderbilt, a Sra. Horace Greeley e o General Ambrose Burnside estavam lá. Os membros da igreja reclamaram do "casamento de charlatões". Eles ficaram irados quando lhes disseram que não poderiam sentar-se em seus próprios bancos. Grande parte da curiosidade pública sobre o casamento foi baseada no interesse na mecânica sexual de Thumb e Lavinia. Barnum não encorajou ou desencorajou esse interesse.
A recepção do casamento foi realizada no Metropolitan Hotel na Broadway às 15h. Os quatro pequenos membros da festa de casamento ficaram em cima de um piano de cauda para que pudessem ser vistos por todos. Nutt deu a Lavinia um anel de diamante como presente de casamento. Os americanos adoraram o casamento. Foi um alívio bem-vindo dos horrores e tristezas da guerra.

## Turnê mundial e consequências
Pessoas ao redor do mundo se interessaram muito pelo casamento. Barnum pensou que esta era uma chance de ganhar muito dinheiro. Ele enviou os membros da festa de casamento em longas e bem-sucedidas viagens pela América e Europa. Os quatro anões foram enviados novamente — desta vez em uma grande viagem pelo mundo como The Tom Thumb Company.
Os quatro homenzinhos deixaram os Estados Unidos em 21 de junho de 1869. Eles viajaram 60,000 milhas (96,561 km) ao redor do mundo, visitaram 587 cidades e vilas e fizeram 1.471 apresentações de canções, discursos e exercícios militares. Eles retornaram à América em 1872. Nutt e Barnum discutiram após a turnê. Nutt desistiu. Ele se juntou à Lilliputian Comic Opera Company de Harry Deakin. Esta companhia excursionou pela América em uma opereta chamada Jack, the Giant Killer.
Nutt e seu irmão Rodnia montaram um show de variedades. Ele foi exibido em Portland, Óregon, mas não foi um sucesso, então Nutt foi para São Francisco, Califórnia, e montou outro show. Ele se cansou da vida em um ano e desistiu. Outro show que ele montou nessa época também não foi bem-sucedido. Nutt administrou alguns saloons em Óregon e São Francisco, mas não foram sucessos.

## Últimos anos

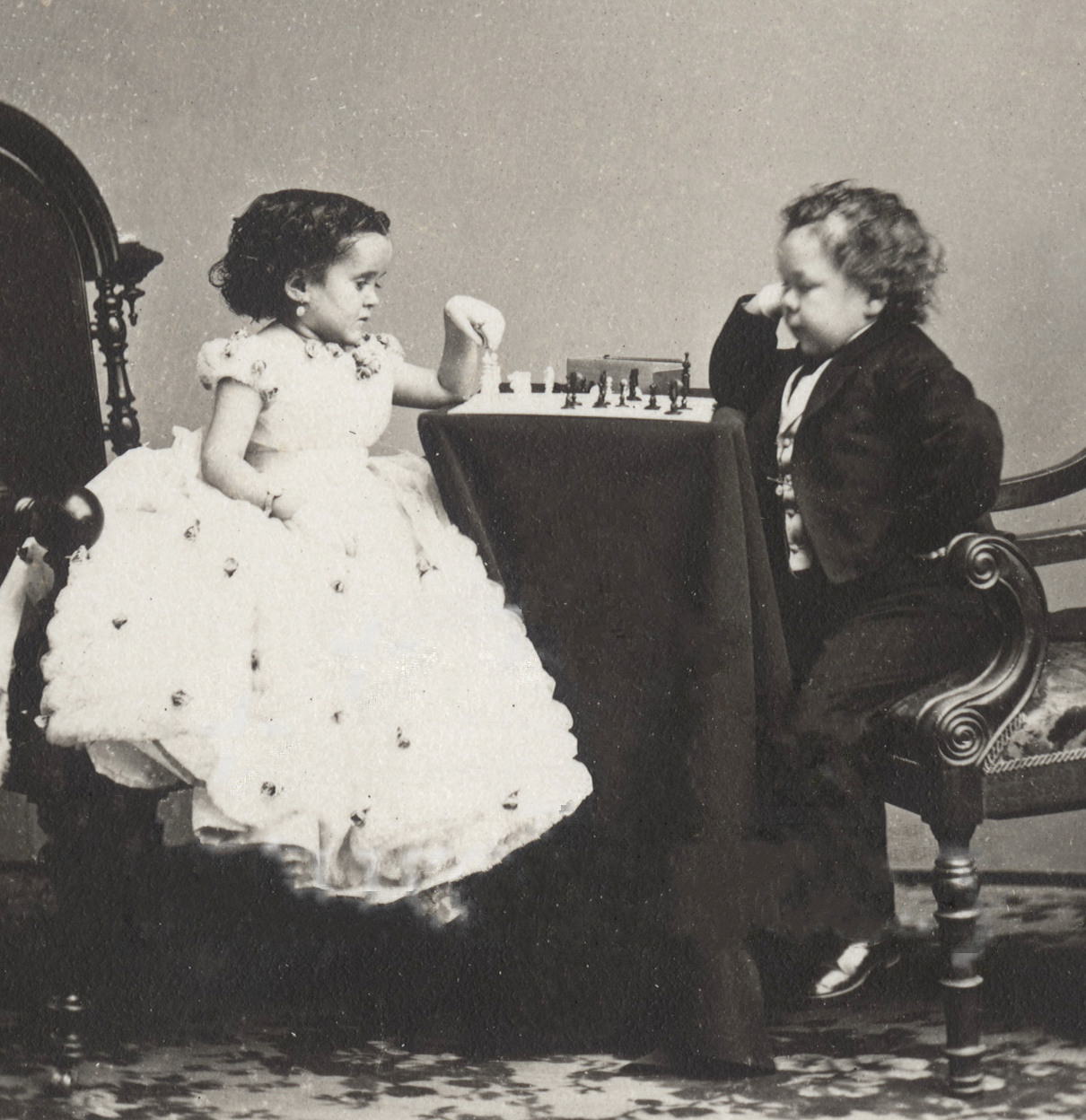
Nutt com Minnie Warren em 1863

Os jornais relataram pelo menos quatro vezes que Nutt e Minnie eram casados. Eles eram amigos íntimos, mas nunca marido e mulher. Minnie se casou com um cantor e dançarino que se apresentava em patins chamado Edmund Newell. Ela morreu durante o parto em 1878.
Um dia, muito depois do casamento dos Thumbs, Barnum perguntou a Nutt por que ele não havia se casado. "Senhor, minha fruta foi colhida", ele disse, "concluí que não me casarei até os trinta anos". A altura de sua noiva não era uma preocupação, ele disse, mas ele "preferia se casar com uma boa e verde moça do campo a qualquer outra pessoa."
Em 1879, Nutt se casou com a Srta. Lilian Elston de Redwood City, Califórnia. Ele a conheceu enquanto estava viajando pelo Oeste americano. Ela era um pouco mais baixa do que a maioria das mulheres, mas não era anã.
Após seus fracassos na Costa Oeste, Nutt voltou para Nova Iorque e comprou um saloon, mas um dia ele foi pego vendendo bebidas alcoólicas sem licença e os tribunais da cidade o fecharam. Nutt ficou encarregado de uma área de diversão chamada Rockaway Pier por um tempo. Ele voltou a se apresentar com um ato chamado "Tally-Ho".

## Morte
No início de 1881, Nutt teve um ataque de doença de Bright (nefrite). Ele ficou doente por mais de dois meses. Ele morreu em 25 de maio de 1881 na Anthony House, em Nova Iorque. A esposa de Nutt chorou sobre seu caixão no funeral. Ela o chamou de seu "querido garotinho" e disse que ele era "muito bom". Nutt foi enterrado no Cemitério Merrill em Manchester, Nova Hampshire.
Nutt cresceu de suas 29 polegadas (74 cm) originais para 43 polegadas (110 cm) e pesava um pouco menos de 70 libra (massa)s (32 kg) em sua morte. Em 1891, os editores da Appleton's Cyclopedia escreveu, "Comodoro Nutt se distinguiu por virtudes generosas que muitas vezes faltam em homens maiores; seu temperamento genial estava aliado à constância e generosidade que dão direito à sua memória ao mais alto respeito". Os editores observaram que Nutt foi "por muitos anos fiel a um amor antigo."